# ديفيد إم. تورنر
ديفيد إم. تورنر هو سياسي أمريكي، ولد في 17 مايو 1917 في تواندا في الولايات المتحدة، وتوفي في 8 سبتمبر 2012 في نيبلز في الولايات المتحدة. نشط حزبياً في الحزب الجمهوري. وقد انتخب عضو مجلس نواب بنسيلفانيا ‏.